# 杨斌伟
杨斌伟（1937年2月—），江苏武进人，中华人民共和国政治人物、外交官，1956年加入中国共产党。

## 生平
1957年，毕业于无锡师范学校。1960年，选调至外交学院学习。1964年，毕业分配到国家对外文化联络委员会工作。1972年，调入中华人民共和国外交部，在外交部美洲大洋洲司任职。1978年起，先后在驻智利大使馆、驻古巴大使馆、驻阿根廷大使馆任职。1991年，任外交部拉丁美洲和加勒比司参赞。1993年9月，出任中华人民共和国驻厄瓜多尔大使。1997年10月，自驻厄瓜多尔大使离任退休。